# Alice in Wonderland (musical)
Alice in Wonderland is een musical, geschreven door Henry Savile Clarke, met muziek van Walter Slaughter en liedteksten van Henry Savile Clarke. De musical is gebaseerd op de boeken Alice's Adventures in Wonderland (1865) en Through the Looking-Glass (1871) van Lewis Carroll en ging op 23 december 1886 in première in het Prince of Wales's Theatre in West End. De heropvoering van 1900 gebruikte voor het eerst aanvullende liederen met tekst van Aubrey Hopwood en muziek van Walter Slaughter.
Het stuk, aangekondigd als "Een muzikaal droomspel in twee bedrijven", werd behoorlijk populair. Op verzoek van Carroll behield Slaughter de oude melodieën in parodieën zoals "Bonny Dundee".

## Achtergrond
Na de publicatie van het boek ontstonden er verschillende amateurproducties van Alice, en Carroll overwoog zelf ook om het verhaal te bewerken voor het professioneel theater. In 1877 contacteerde hij Arthur Sullivan (van Gilbert en Sullivan) in een poging hem te overtuigen de liedjes te schrijven voor een muzikale productie. Sullivan was geïnteresseerd in het idee en stelde voor dat hij een partituur zou componeren voor Carrolls libretto. Carroll aarzelde, deels vanwege de hoge vergoeding die Sullivan voor zijn werk voorstelde. Omdat hij wilde weten wat hij voor zijn geld zou krijgen, stelde Carroll voor dat Sullivan eerst een liedje of twee zou componeren. Hierna liep de voorgestelde samenwerking op niets uit.
In augustus 1886 werd Carroll gecontacteerd door toneelschrijver en criticus Henry Savile Clarke, met het verzoek om Alice in Wonderland voor het toneel te bewerken. Carroll gaf toestemming maar was wel van begin tot eind volledig betrokken bij de productie en verstrekte advies over alles, van de bewerking van de roman tot de keuze van de cast. Hij koos de kindactrice Phoebe Carlo voor de hoofdrol, kocht haar kostuums op eigen kosten en stuurde haar naar de actrice Kate Terry voor lessen in voordracht. Dorothy D'Alcourt, die de muis speelde, was 6½ jaar oud.

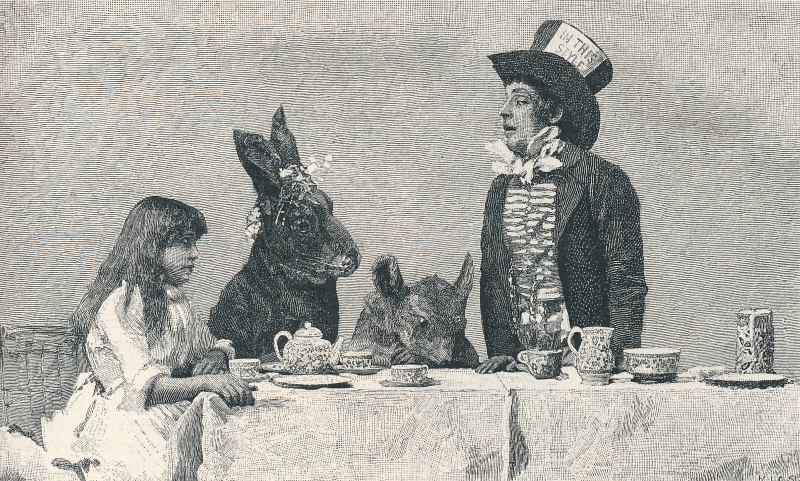
Phoebe Carlo, Edgar Norton, Dorothy D'Alcourt en Sydney Harcourt in de originele productie (1886)

De productie in twee bedrijven ging op 23 december 1886 in première in het Prince of Wales's Theatre in Londen. Het eerste bedrijf, "Alice's Adventures in Wonderland", bestaat uit twee scènes: "A Forest in Autumn" en "A Glade in Wonderland". Het tweede bedrijf, "Through the Looking Glass", bestaat uit vier scènes: "Through the Looking Glass", "The Garden of Live Flowers", "A Sea-Shore" en "The Banqueting Hall – The Forest Again."
Het stuk werd de volgende veertig jaar vaak nieuw leven ingeblazen.

## Muziek

### Eerste bedrijf – In Wonderland

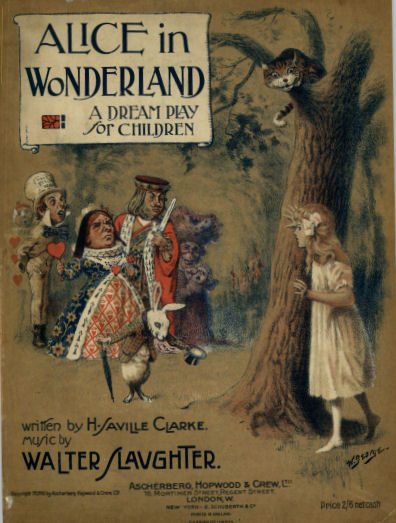
Partituur van Alice in Wonderland (1906)

- Nr. 1. Ensemble – "Sleep, Alice, sleep as we circle around thee"
- Nr. 2. Alice – "How doth the little crocodile improve his shining tail"
- Nr. 3. Alice – "'You are old, Father William,' the young man said"
- Nr. 4. Hertogin – "Speak roughly to your little boy and beat him when he sneezes"
- Nr. 5. Alice en Cheshire Cat – "Cheshire Pussy thanks to thee"
- Nr. 6. Haas, Hoedenmaker en Alice – "The poor Hatter's very mad, so they say, so they say"
- Nr. 6a. Mars
- Nr. 7. Gavotte of Cards – "King, Queen and Knave, here we are seen, dancing."
- Nr. 7a. Intrede van de beul – "Here comes the Executioner!"
- Nr. 8. Ensemble met de koningin en de koning – "He is the executioner"
- Nr. 9. Namaakschildpad – "Beautiful soup, so rich and green"
- Nr. 10. Gryphon – "'Will you walk a little faster,' said a whiting to a snail"
- Nr. 11. Alice – "'Tis the voice of the lobster I hear him declare"
- Nr. 12. Finale van het eerste bedrijf – "'Not guilty,' I declare"[8]

### Tweede bedrijf – Through the Looking-Glass

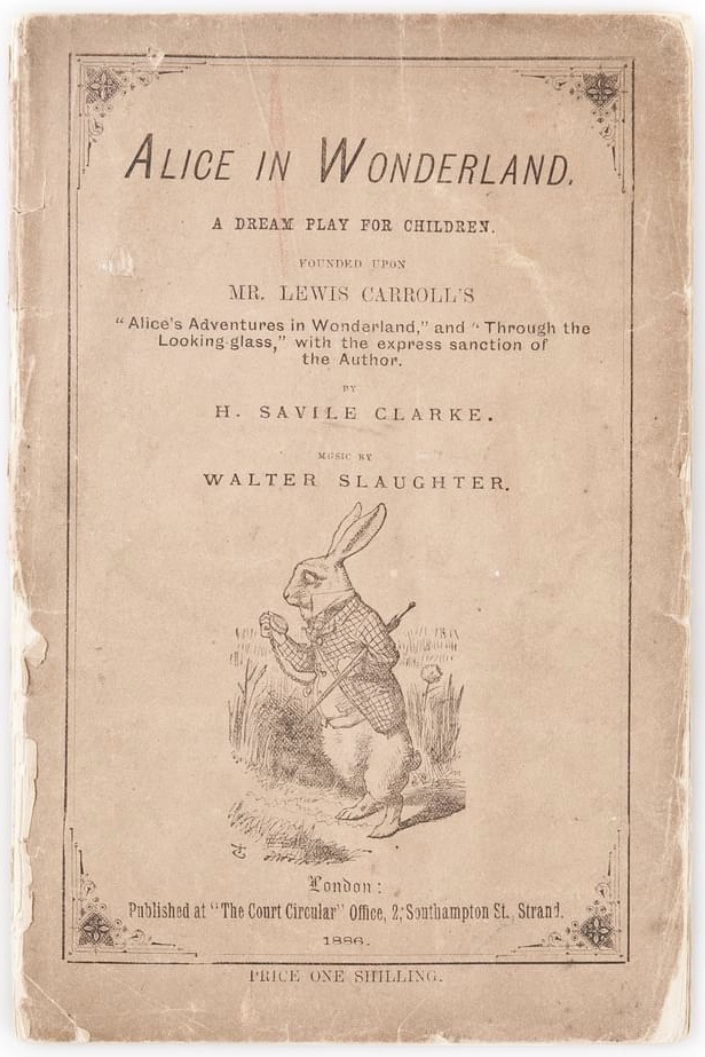
Libretto van de originele productie (1886)

- Nr. 1. Ensemble – "Here ranged in due order of battle we stand with Red King and White King and Queens on each hand"
- Nr. 2. Rode koningin – "'Twas brillig and the slithy toves did gyre and gimble in the wabe"
- Nr. 2a. Intrede van Lily en Rose
- Nr. 2b. Intrede
- Nr. 2c. Afgang
- Nr. 2d. Wals – Alice en Flowers
- Nr. 2e. Intrede van de hoedenmaker
- Nr. 2f. Alice – "Tell me why you look so wild and strange"
- Nr. 3. "Tweedle-Dum and Tweedle-Dee agreed to have a battle"
- Nr. 4. Ensemble – "Here we go round the Mulberry bush"
- Nr. 4a. Intrede van Walrus and Timmerman
- Nr. 5 & 6. Oesterscène – "The Carpenter is sleeping, the butter's on his face"
- Nr. 7. Alice – "Humpty Dumpty sat on a wall, Humpty Dumpty had a great fall"
- Nr. 8. Kinderkoor – "Humpty Dumpty's fallen down, Humpty Dumpty, Humpty Dumpty's broke his crown"
- Nr. 9. Ensemble – "The Lion and the Unicorn were fighting for the Crown"
- Nr. 10. Hoedenmaker – "When the wind is in the East, on new-laid eggs I always feast!"
- Nr. 10a. Verandering van scène
- Nr. 11. Ensemble – "Sound the festal trumpets, set the bells a-ringing"
- Nr. 12. Finale – "Alice's health, long life and wealth, never a monarch so mighty was seen"[8]

### Aanvullende nummers
- "Flowerland" – "Flow'rs awake from out your long repose, snowdrops peep from under Winter's snow"
- "Naughty Little Bunny" – "When a rabbit's good as gold, always does what he is told"[8]

## Latere producties

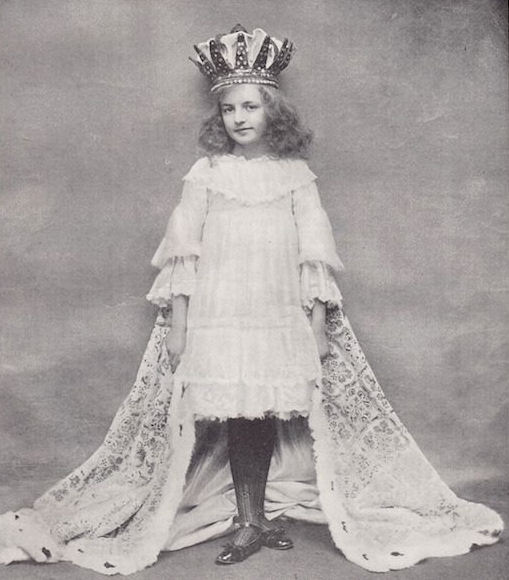
Maidie Andrews als Alice in Alice Through the Looking-Glass – The Tatler (januari 1904)

De musical werd regelmatig nieuw leven ingeblazen tijdens de kerstperiode in West End in de vier decennia na de première. Londense producties werden opgevoerd in het Globe Theatre in 1888 met Isa Bowman als Alice, de Opera Comique in 1898, het Vaudeville Theatre in 1900 met enkele nieuwe teksten van Hopwood en muziek van Slaughter, het Metropole Theatre (Camberwell) in 1902, het Prince of Wales's Theatre in 1906, het Royal Court Theatre in 1909, het Savoy Theatre in 1910, het Comedy Theatre in 1913, het Savoy in 1914, het Duke of York's Theatre in 1915, het Savoy in 1916 en het Garrick Theatre in 1921.
Volwassen acteurs die samen met de voornamelijk jeugdige cast verschenen, waren onder meer Irene Vanbrugh als de hartenboer (1888), Ellaline Terriss als Alice en Seymour Hicks als de hoedenmaker (1900), Marie Studholme als Alice, Alice Barth als de hertogin en de rode koningin, Stanley Brett als de gekke hoedenmaker en J. C. Buckstone als Tweedledee in het Prince of Wales's Theatre (1906), Dan Leno Jr (1909, in een productie onder leiding van Marjorie Slaughter, de dochter van de componist) en C. Hayden Coffin als de hoedenmaker (1913 en 1921).